# Gömör–Tornai-karszt
A Gömör–Tornai-karszt (szlovákul: Gemersko-Turniansky kras) földrajzi egység Szlovákia és Magyarország területén. Az államhatár miatt általában két részét, az Aggteleki-karsztot és a Szlovák-karsztot külön említik, jóllehet ezek földtani, tájföldrajzi és kultúrtörténeti szempontból is egységet alkotnak.

## Geológia
A Gömör–Tornai-karszt Gömör–Szepesi-érchegység déli oldalához kapcsolódó Szilicei-takaró középidei karsztosodó kőzeteiből áll. A tájat 500–600 m magas fennsík jellegű rögök alkotják, amelyeket karsztos szurdokvölgyek és széles talpú folyóvölgyek tagolnak.
Dél felé lealacsonyodó fennsíkjai (Pelsőci-, Szilicei-fennsík, tornai Alsó- és Felső-hegy, Aggteleki-karszt, Galyaság) benyúlnak a Gömöri- és Abaúj–Tornai-medencébe. A karrmezőkkel és -barázdákkal borított, töbrökkel tagolt karsztos tájat a zsombolyokkal és barlangokkal, különleges növényeivel és állatvilágával a határ mindkét oldalán nemzeti parkká minősítették.
A karsztvidék barlangvilágát az Aggteleki-karszt és a Szlovák-karszt barlangjai néven az UNESCO a Világörökség részévé nyilvánította.

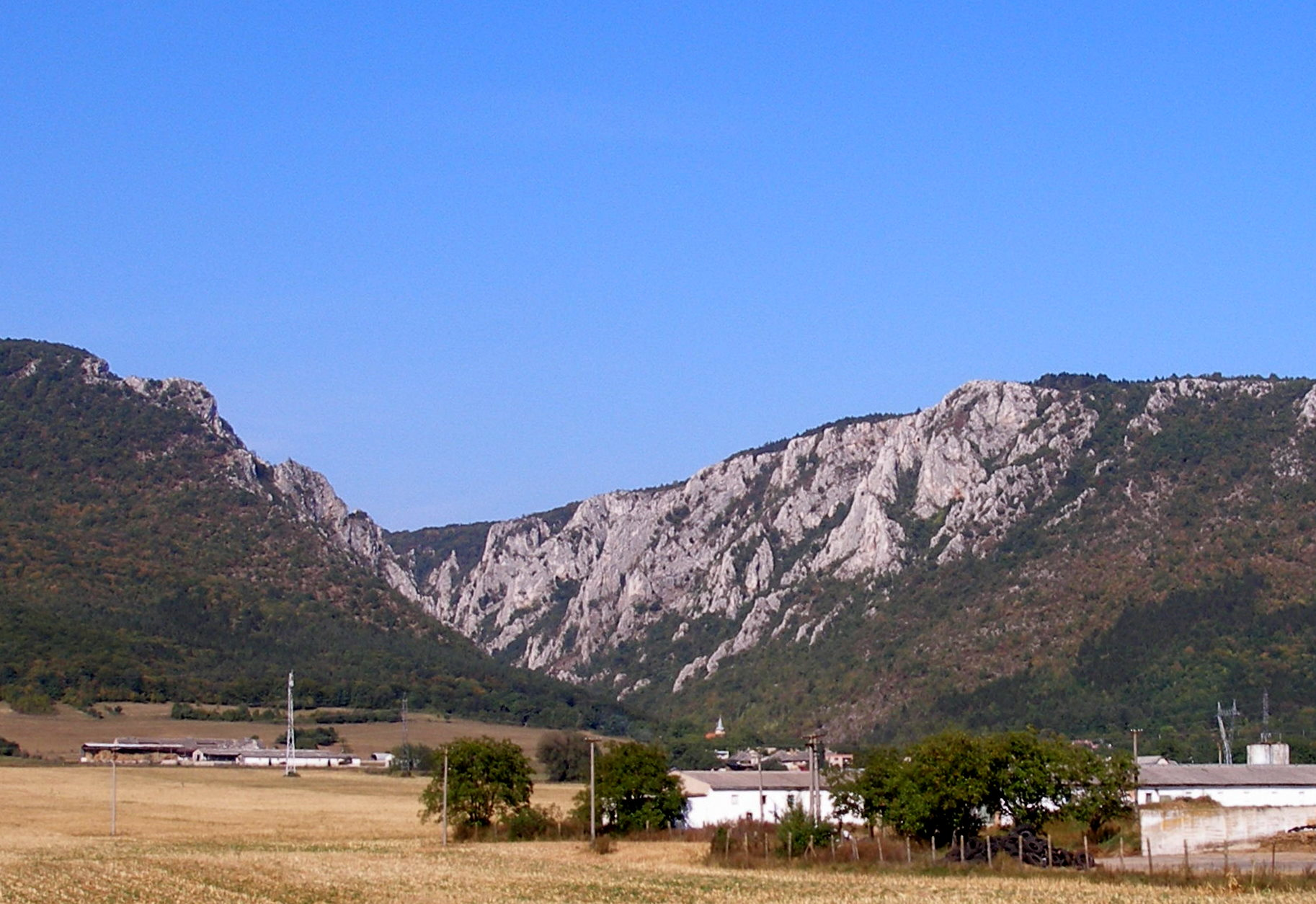
A Szádelői-völgy